# TSG 1899 Hoffenheim
TSG 1899 Hoffenheim, właśc. Turn- und Sportgemeinschaft 1899 Hoffenheim e.V. – niemiecki klub piłkarski z siedzibą we wsi Hoffenheim koło Sinsheim. Został założony w 1899 roku.

## Historia
Klub powstał w 1945 z połączenia Turnverein Hoffenheim (założonego 1 lipca 1899) i Fußballverein Hoffenheim (założonego w 1921).
Od kilku lat wsparcie finansowe zapewnia klubowi Dietmar Hopp, przedsiębiorca, jeden ze współzałożycieli przedsiębiorstwa informatycznego SAP. Dzięki jego inwestycji klub awansował w kolejnych rozgrywkach. W sezonie 2007/2008 klub zajął drugą pozycję w 2. Budeslidze i tym samym zapewnił sobie awans do 1. Bundesligi w następnym sezonie. W debiutanckim sezonie 2008/09, drużyna zajmowała pierwszą lokatę po rundzie jesiennej, jednakże mecze rewanżowe wiosną 2009 nie były tak pomyślne i Hoffenheim zajął ostatecznie 7. miejsce. W sezonie 2009/10 drużyna zajęła 11. miejsce. W sezonie  2010/11 drużyna znowu zajęła 11. miejsce. W sezonie 2011/12 drużyna znowu zajęła 11. miejsce. W sezonie 2012/13 drużyna zajęła 16. miejsce i walczyła w barażu o utrzymanie w lidze (baraż ten drużyna wygrała). W sezonie 2013/14 drużyna zajęła 9. miejsce. W sezonie 2014/15 drużyna zajęła 8. miejsce. W sezonie 2015/16 drużyna zajęła 15. miejsce. W sezonie 2016/17 drużyna zajęła 4. miejsce i awansowała do czwartej rundy eliminacji Ligi Mistrzów UEFA (2017/2018). Drużyna przegrała w dwumeczu z Liverpoolem i awansowała do fazy grupowej Ligi Europy UEFA (2017/2018), gdzie zajęła 4 miejsce w grupie C grając z SC Bragą, Łudogorcem Razgrad i İstanbul Başakşehir.
W sezonie 2017/18 drużyna zajęła 3. miejsce i awansowała do fazy grupowej Ligi Mistrzów UEFA (2018/2019). W sezonie 2018/2019 drużyna zajęła 9. miejsce w Bundeslidze, a w sezonie 2019/2020 drużyna zajęła 6. miejsce w Bundeslidze i awansowała do rozgrywek Ligi Europy w sezonie 2020/2021.

## Historia herbu

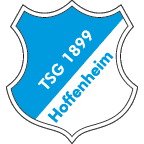
Przed 2007
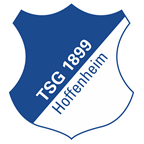
2007–2014
Od 2014

## Sezony (w XXI wieku)
| Sezon     | Liga                         | Poziom | Miejsce w lidze | Uwagi                  |
| --------- | ---------------------------- | ------ | --------------- | ---------------------- |
| 1999/2000 | Verbandsliga (Nordbaden)     | V      | 1               |                        |
| 2000/2001 | Oberliga (Baden-Württemberg) | IV     | 1               |                        |
| 2001/2002 | Regionalliga (Süd)           | III    | 13              |                        |
| 2002/2003 | Regionalliga (Süd)           | III    | 5               |                        |
| 2003/2004 | Regionalliga (Süd)           | III    | 5               |                        |
| 2004/2005 | Regionalliga (Süd)           | III    | 7               |                        |
| 2005/2006 | Regionalliga (Süd)           | III    | 4               |                        |
| 2006/2007 | Regionalliga (Süd)           | III    | 2               |                        |
| 2007/2008 | 2. Bundesliga                | II     | 2               |                        |
| 2008/2009 | Bundesliga                   | I      | 7               |                        |
| 2009/2010 | Bundesliga                   | I      | 11              |                        |
| 2010/2011 | Bundesliga                   | I      | 11              |                        |
| 2011/2012 | Bundesliga                   | I      | 11              |                        |
| 2012/2013 | Bundesliga                   | I      | 16              | utrzymanie po barażach |
| 2013/2014 | Bundesliga                   | I      | 9               |                        |
| 2014/2015 | Bundesliga                   | I      | 8               |                        |
| 2015/2016 | Bundesliga                   | I      | 15              |                        |
| 2016/2017 | Bundesliga                   | I      | 4               |                        |
| 2017/2018 | Bundesliga                   | I      | 3               |                        |
| 2018/2019 | Bundesliga                   | I      | 9               |                        |
| 2019/2020 | Bundesliga                   | I      | 6               |                        |
| 2020/2021 | Bundesliga                   | I      | 11              |                        |
| 2021/2022 | Bundesliga                   | I      | 9               |                        |
| 2022/2023 | Bundesliga                   | I      | 12              |                        |
| 2023/2024 | Bundesliga                   | I      | 7               |                        |
| 2024/2025 | Bundesliga                   | I      | 15              |                        |

## Obecny skład
Stan na 24 lipca 2022
| Nr | Poz. | Piłkarz               |
| -- | ---- | --------------------- |
| 1  | BR   | Oliver Baumann        |
| 3  | OB   | Pavel Kadeřábek       |
| 4  | OB   | Ermin Bičakčić        |
| 5  | OB   | Ozan Kabak            |
| 6  | PO   | Grischa Prömel        |
| 7  | NA   | Jacob Bruun Larsen    |
| 8  | PO   | Dennis Geiger         |
| 9  | NA   | Ihlas Bebou           |
| 10 | NA   | Munis Dabbur          |
| 12 | BR   | Philipp Pentke        |
| 13 | PO   | Angelo Stiller        |
| 14 | PO   | Christoph Baumgartner |
| 16 | PO   | Sebastian Rudy        |
| 17 | OB   | David Raum            |
| 18 | PO   | Diadie Samassékou     |

| Nr | Poz. | Piłkarz                              |
| -- | ---- | ------------------------------------ |
| 20 | PO   | Finn Ole Becker                      |
| 21 | OB   | Benjamin Hübner (kapitan)            |
| 22 | OB   | Kevin Vogt                           |
| 24 | OB   | Justin Che (wypożyczony z FC Dallas) |
| 25 | OB   | Kevin Akpoguma                       |
| 27 | NA   | Andrej Kramarić                      |
| 29 | NA   | Robert Skov                          |
| 30 | PO   | Marco John                           |
| 32 | OB   | Melayro Bogarde                      |
| 33 | NA   | Georginio Rutter                     |
| 36 | BR   | Nahuel Noll                          |
| 37 | BR   | Luca Philipp                         |
| 38 | OB   | Stefan Posch                         |
| 39 | PO   | Tom Bischof                          |
| 44 | NA   | Fisnik Asllani                       |

### Piłkarze na wypożyczeniu
| Nr | Poz. | Piłkarz                                               |
| -- | ---- | ----------------------------------------------------- |
|    | NA   | Maximilian Beier (w Hannoverze 96 do 30 czerwca 2023) |
|    | OB   | Kasim Nuhu (w FC Basel do 30 czerwca 2023)            |

| Nr | Poz. | Piłkarz                                     |
| -- | ---- | ------------------------------------------- |
|    | OB   | Lucas Ribeiro (w Cearze do 31 grudnia 2022) |

## Europejskie puchary
Legenda do wszystkich tabel:
- Q – runda eliminacyjna, 1/16, 1/8, 1/4, 1/2 – odpowiednia faza rozgrywek, Grupa – runda grupowa, 1r gr – pierwsza runda grupowa, 2r gr – druga runda grupowa, F – finał, R – runda, PO – play-off
- k. – rzuty karne, los. – losowanie, Dogr. – dogrywka, w. – zasada bramek strzelonych na wyjeździe

| Sezon   | Rozgrywki     | Runda       | Klub                | Dom     | Wyjazd  | Ogólnie     |
| ------- | ------------- | ----------- | ------------------- | ------- | ------- | ----------- |
| 2017/18 | Liga Mistrzów | PO          | Liverpool           | 1–2     | 2–4     | 3–6         |
| 2017/18 | Liga Europy   | Grupa C     | SC Braga            | 1–2     | 1–3     | 4. miejsce  |
| 2017/18 | Liga Europy   | Grupa C     | Łudogorec Razgrad   | 1–1     | 1–2     | 4. miejsce  |
| 2017/18 | Liga Europy   | Grupa C     | İstanbul Başakşehir | 3–1     | 1–1     | 4. miejsce  |
| 2018/19 | Liga Mistrzów | Grupa F     | Manchester City     | 1–2     | 1–2     | 4. miejsce  |
| 2018/19 | Liga Mistrzów | Grupa F     | Olympique Lyon      | 3–3     | 2–2     | 4. miejsce  |
| 2018/19 | Liga Mistrzów | Grupa F     | Szachtar Donieck    | 2–3     | 2–2     | 4. miejsce  |
| 2020/21 | Liga Europy   | Grupa L     | KAA Gent            | 4–1     | 4–1     | 1. miejsce  |
| 2020/21 | Liga Europy   | Grupa L     | Crvena zvezda       | 2–0     | 0–0     | 1. miejsce  |
| 2020/21 | Liga Europy   | Grupa L     | Slovan Liberec      | 5–0     | 2–0     | 1. miejsce  |
| 2020/21 | Liga Europy   | 1/16        | Molde               | 0–2     | 3–3     | 3–5         |
| 2024/25 | Liga Europy   | Faza ligowa | Tottenham Hotspur   | 2–3 (D) | 2–3 (D) | 27. miejsce |
| 2024/25 | Liga Europy   | Faza ligowa | FC Porto            | 0–2 (W) | 0–2 (W) | 27. miejsce |
| 2024/25 | Liga Europy   | Faza ligowa | Olympique Lyon      | 2–2 (D) | 2–2 (D) | 27. miejsce |
| 2024/25 | Liga Europy   | Faza ligowa | SC Braga            | 0–3 (W) | 0–3 (W) | 27. miejsce |
| 2024/25 | Liga Europy   | Faza ligowa | Dynamo Kijów        | 2–0 (D) | 2–0 (D) | 27. miejsce |
| 2024/25 | Liga Europy   | Faza ligowa | FC Midtjylland      | 1–1 (W) | 1–1 (W) | 27. miejsce |
| 2024/25 | Liga Europy   | Faza ligowa | FCSB                | 0–0 (D) | 0–0 (D) | 27. miejsce |
| 2024/25 | Liga Europy   | Faza ligowa | Anderlecht          | 4–3 (W) | 4–3 (W) | 27. miejsce |